# Бенуа Малон
Бенуа Малон (Benoît Malon; 23 червня 1841 Пресьє — 13 вересень 1893 Аньєр) — французький письменник-публіцист і дрібнобуржуазний соціаліст (прудоніст).
Народився в бідній селянській родині. Вступив на навчання в семінарію в Ліоні, але не захотів ставати священиком і, зацікавившись політикою, в 1863 році переїхав до Парижа, де спочатку працював чорноробом і фарбувальником.
У 1865 році став членом 1-го Інтернаціоналу, брав участь в 2-му (1868) і 3-му (1870) процесах французької його секції, обидва рази піддаючись за це тюремного ув'язнення. У 1871 році був одним з членів Паризької комуни, порівняно помірним, хоча входив до складу центрального комітету Національної гвардії. Після її падіння втік до Женеви, де підтримував бакуністів в їх боротьбі проти вчення Маркса, і Італію; з Мілана був вигнаний в 1876 році за пропаганду соціалізму. У Женеві деякий час жив з письменницею Андре Лео, яка розділяла його політичні погляди і ідею «вільного шлюбу».
Повернувся до Франції після амністії 1880 року, де, будучи одним з лідерів правого крила Робітничої партії Франції, продовжив спільно з Полем Брусе боротьбу з марксизмом, сприяючи розколу марксистів, очоливши разом з ним в 1882 році партію поссибілістів. Заснував журнал «Revue socialiste» (який пережив свого творця) і в 1889 році став головним редактором «Egalité».
Основні роботи: «La troisième défaite du prolitariat français» (Женева, 1872), «Histoire critique de l'économie politique» (Лугано, 1876), «Manuel d'économie sociale» (1883), «Le socialisme intégral» (1890—1891), історичний роман «Spartacus» (Верв'є, 1877) та інші.